# آن باور (مؤلفة)
آن باور (بالإنجليزية: Ann Bauer)‏ (11 مارس 1966، بوسطن في الولايات المتحدة)؛ كاتِبة وروائية أمريكية.